# Rugby Europe Women's Championship 2022
El Rugby Europe Women's Championship (Campeonato Europeo de Rugby Femenino) del 2022 fue la vigésimo quinta edición del torneo femenino europeo de rugby.

## Equipos participantes
- Selección femenina de rugby de España
- Selección femenina de rugby de Países Bajos
- Selección femenina de rugby de Rusia

## Desarrollo

### Tabla de posiciones
| Pos. | Equipo       | Encuentros | Encuentros | Encuentros | Encuentros | Tantos  | Tantos    | Tantos     | Puntos Bonus | Puntos Totales |
| Pos. | Equipo       | jugados    | ganados    | empatados  | perdidos   | a favor | en contra | diferencia | Puntos Bonus | Puntos Totales |
| ---- | ------------ | ---------- | ---------- | ---------- | ---------- | ------- | --------- | ---------- | ------------ | -------------- |
| 1    | España       | 2          | 2          | 0          | 0          | 97      | 0         | +97        | 2            | 10             |
| 2    | Rusia        | 1          | 0          | 0          | 1          | 0       | 27        | -27        | 0            | 0              |
| 3    | Países Bajos | 1          | 0          | 0          | 1          | 0       | 69        | -69        | 0            | 0              |

Nota: Se otorgan 4 puntos al equipo que gane un partido y 2 al que empate
Puntos Bonus: 1 punto por convertir 4 tries o más en un partido y 1 al equipo que pierda por no más de 7 tantos de diferencia

### Partidos
| 19 de febrero de 2022 | Países Bajos | 0 - 69  | España | Estadio NRCA, Ámsterdam |  |
|                       |              | Reporte |        |                         |  |

| 26 de febrero de 2022 | España | 27 - 0  | Rusia | Campo de rugby Las Terrazas, Madrid |  |
|                       |        | Reporte |       |                                     |  |

| 12 de marzo de 2022                                                    | Rusia | Cancelado | Países Bajos |  |  |
|                                                                        |       | Reporte   |              |  |  |
| El partido fue cancelado debido a la Invasión rusa de Ucrania de 2022. |       |           |              |  |  |